# 张若麟
张若麟（1914年—1999年），女，直隶（今河北）清苑人，中华人民共和国妇产科专家、政治人物，曾任河北省政协副主席，第三、五届全国人大代表。